# Sabrodino (Kaliningrad, Neman)
Sabrodino (russisch Забродино, deutsch Kimschen, 1938 bis 1945 Kleinlesgewangen, auch: Lesgewangminnen, 1938 bis 1945 Lesgewangen, sowie: Abschruten, 1938 bis 1945 Schroten, litauisch Kimšai, auch: Lengvaminai, sowie: Apšrūtai) ist ein Ort in der russischen Oblast Kaliningrad. Er gehört zur kommunalen Selbstverwaltungseinheit Stadtkreis Neman im Rajon Neman. Die beiden Ortsstellen Kimschen/Kleinlesgewangen und Abschruten/Schroten sind verlassen.

## Geographische Lage
Sabrodino liegt im Tal der Inster (russisch: Instrutsch), 21 Kilometer südöstlich der Rajonstadt Neman. Durch den Ort verläuft die Kommunalstraße 27K-187, welche Lunino mit Uslowoje und Wesnowo verbindet. Der Ort war vor 1945 Bahnstation an der nicht mehr betriebenen Bahnstrecke Sowetsk–Nesterow.

## Geschichte

### Kimschen/Kleinlesgewangen
Der ehemals Kimschen genannte Ortsteil hatte vor 1945 ein großes Gut mit Sägewerk. Im Jahre 1874 wurde das Dorf in den neu errichteten Amtsbezirk Waszeningken (der Ort hieß 1936 bis 1938: Wascheningken, 1938 bis 1946: Waschingen, nach 1946: Torfjanoje, ist heute nicht mehr existent) eingegliedert. Bis 1922 gehörte dieser zum Kreis Ragnit, danach – im Jahre 1939 wurde er in „Amtsbezirk Waschingen“ umbenannt – zum Landkreis Tilsit-Ragnit im Regierungsbezirk Gumbinnen der preußischen Provinz Ostpreußen.
Der Gutsbezirk Kimschen zählte im Jahre 1910 120 Einwohner. Am 30. September 1928 verlor er seine Eigenständigkeit und wurde in die benachbarte Landgemeinde Lesgewangminnen (1938 bis 1946: Lesgewangen) eingemeindet. Am 3. Juni – amtlich bestätigt am 16. Juli – im Jahre 1938 wurde Kimschen aus politisch-ideologischen Gründen der Vermeidung fremdländisch klingender Ortsnamen in „Kleinlesgewangen“ umbenannt und kam 1945 in Kriegsfolge mit dem ganzen nördlichen Ostpreußen zur Sowjetunion.

### Lesgewangminnen/Lesgewangen (Melnitschnoje)
Das einst Lesgewangminnen genannte kleine Dorf war eine aus weit gestreuten Häusern bestehende Ortschaft, zu der ein Gut gehörte. Zwischen 1874 und 1945 gehörte es zum Amtsbezirk Waszeningken (ab 1939: „Amtsbezirk Waschingen“) im Kreis Ragnit, ab 1922 im Landkreis Tilsit-Ragnit im Regierungsbezirk Gumbinnen der preußischen Provinz Ostpreußen. Der Gutsbezirk Lesgwangminnen zählte im Jahre 1910 182 Einwohner. Ihre Zahl erhöhte sich, als 1928 das Nachbardorf Kimschen in die nun umgebildete Landgemeinde Lesgewangen eingemeindet wurde. 1933 waren hier 450, im Jahre 1933 noch 418 Einwohner gemeldet. Es waren politisch-ideologische Gründe, die im Jahre 1938 zur Umbenennung des Dorfes in „Lesgewangen“ führten. Im Jahre 1945 wurde der Ort dann wie alle anderen im nördlichen Ostpreußen der Sowjetunion zugeführt. Im Jahr 1950 wurde der Ort in Melnitschnoje umbenannt und in den Dorfsowjet Malomoschaiski eingeordnet.

### Abschruten/Schroten (Medowoje)
Das frühere Dorf Abschruten bestand vor 1945 aus ein paar kleineren und größeren Höfen und besaß 600 Meter östlich des Ortes eine Abdeckerei. Auch Abschruten war zwischen 1874 und 1945 in den Amtsbezirk Waszeningken (ab 1939: Amtsbezirk Waschingen) eingegliedert und gehörte somit bis 1922 zum Kreis Ragnit, danach zum Landkreis Tilsit-Ragnit im Regierungsbezirk Gumbinnen der preußischen Provinz Ostpreußen. 99 Einwohner waren im Jahre 1910 in Abschruten gemeldet. Ihre Zahl stieg bis 1933 auf 105 und belief sich – das Dorf hieß ab 1938 „Schroten“ – im Jahre 1939 noch auf 74. Im Jahre 1945 wurde der Ort der Sowjetunion zugeordnet. Im Jahr 1950 wurde der Ort in Medowoje umbenannt und in den Dorfsowjet Malomoschaiski eingeordnet.

### Sabrodino
Im Jahr 1950 wurde der Ort Kimschen in Sabrodino umbenannt und in den Dorfsowjet Malomoschaiski selski Sowet im Rajon Sowetsk eingeordnet. Vor 1975 wurden die beiden Orte Medowoje und Melnitschnoje an Sabrodino angeschlossen. Die beiden Ortsstellen Kimschen/Kleinlesgewangen und Abschruten/Schroten wurden vermutlich um 1990 verlassen. Von 2008 bis 2016 gehörte Sabrodino zur Landgemeinde Luninskoje selskoje posselenije und seither zum Stadtkreis Neman.

## Kirche

### Bis 1945
Fast ausnahmslos waren die Einwohner von Kimschen (Kleinlesgewangen), Lesgewangminnen (Lesgewangen) und Abschruten (Schroten) vor 1945 evangelischer Konfession. Alle drei Orte waren in das Kirchspiel der Kirche Budwethen (der Ort hieß zwischen 1938 und 1946: Altenkirch, heute russisch: Malomoschaiskoje) eingepfarrt. Sie war Teil der Diözese Ragnit im Kirchenkreis Tilsit-Ragnit innerhalb der Kirchenprovinz Ostpreußen der Kirche der Altpreußischen Union.
Aufgrund von Flucht und Vertreibung in Kriegsfolge und aufgrund der restriktiven Religionspolitik der Sowjetunion kam im Gebiet der drei Ortsteile des heutigen Sabrodinos alles kirchliche Leben zum Erliegen.

### Ab 1945
Die gesetzlichen Bestimmungen in der Sowjetunion und der nachfolgenden Russischen Föderation machten es in den 1990er Jahren möglich, dass sich in Sabrodino eine neue evangelisch-lutherische Gemeinde bildete. Sie gehört zur Kirchenregion Tschernjachowsk/Slawsk (Insterburg/Heinrichswalde) in der Propstei Kaliningrad (Königsberg) der Evangelisch-lutherischen Kirche Europäisches Russland.

## Persönlichkeiten

### Mit dem Ort verbunden
- Wilhelm Francke (1812–1878), ab 1853 Rittergutsbesitzer auf Lesgewangminnen, Mitglied des Deutschen Reichstages (DFP)
- Fritz Szalinski (1878–1945), Gewerkschaftssekretär in Osnabrück